# «Березівська» сотня УПА
«Березівська» сотня УПА — військовий підрозділ УПА (сотня), що входив до 21-го (Коломийського) тактичного відтинку «Гуцульщина» Військової округи-4 «Говерла», групи «УПА-Захід».
Розформована 1948-го згідно з наказом командування УПА-Захід.

## Походження
Початки цієї сотні УПА сягають ще 1941-го, коли озброєний загін українських патріотів з цих гірських гуцульських сіл разом з іншими загонами зав'язав бій на початку липня з передовими частинами угорської армії та 1943-го, коли зав'язалася Українська Національна Самооборона. Підрозділ сформований 1944 року в карпатських лісах переважно з уродженців сіл Вижній Березів, Нижній Березів, Середній Березів та Баня-Березів, тепер Косівського району Івано-Франківської області.

## Адміністративне підпорядкування
Сама назва Березівської сотні УПА мала не офіційний характер, а чисто народний. Входила до складу куреня «Карпатський» військової округи «Говерля» тактичного відтинка «Гуцульщина» УПА-Захід.

## Бійці
Командирами Березівської сотні були:
- Негрич Дмитро «Мороз»
- Юрцуняк Михайло «Юрко»
- сотенний «Підгірський» — Приймак Кость
- Симчич Мирослав — «Кривоніс».

## Участь у військових діях
«Сотня Мороза», як називали її в горах, звела низку боїв з німцями, угорцями, з військами НКВС та прикордонниками СРСР (1944–1947).
Основні її бої відбулися на присілку Рушір села Люча у жовтні 1944-го. 
У грудні 1944 р. відбувся бій сотні поблизу Дземброні в Жаб’ївському районі, внаслідок якого було вбито 10 радянських прикордонників. Сотнею керував «Мороз», але значну роль у військових успіхах відгравав Мирослав Симчич «Кривоніс».
15 січня 1945 р. сотня «Березівська» базувалась у с. Голови Верховинського району. Серед ночі була піднята по тривозі і перейшла в с. Дземброня. У присілку Рушорі сотня влаштувала засідку, в якій у бою загинуло 370 більшовиків, 50 замерзло і 50 померло від поранень, а також було вбито командира полку підполковника Миколу Дергачова (згідно з версією М. Симчича М. Дергачов командував дивізією та мав звання генерал-майор, а був понижений у званні пізніше, щоб применшити і приховати масштаби втрат у тій операції). Повстанці ж у бою безповоротно втратили лише трьох бійців. 
У двадцятих числах січня 1945 р. відбулися бої в районі с. Брустурів, коли сотні Мороза, Палія і Спартана з усіх боків оточили село і розпочали наступ на гарнізон з 500 червоних. Позиції сотні Мороза були в присілку Шепоті. Протистояння тривало до вечора, коли радянські сили прорвали оточення і відступили до Жаб'є. В цьому бою в руку був поранений сотенний «Мороз». Він відійшов на лікування. Місце командира у сотні «Березівська» посів «Юрко» — Михайло Юрцуняк.
Загалом, у сутичках біля сіл Жаб'є, Буркут, Дземброня, Брустури ліквідовано кілька десятків солдат ВВ НКВС та прикордонників.
В ході боїв 3 лютого 1946 р. за звільнення Космача найпізніше почала бій сотня «Березівська» під командуванням сотенного «Юрка» – Михайла Юрцуняка. На околиці присілка Рушір с. Люча, біля дороги, яка вела з районного центру Яблунова до с. Космача, повстанці влаштували засідку. «Юрка». О 12-ій год. з боку Яблонова на Космача їхати 6 більшовицьких вантажних авт і один лімузин. Повстанці пропустили колону авт в середину засідки і вдарили по них. Невелика кількість більшовиків зуміла ще втриматись і відбивалась коло двох годин. В той час над’їхала з Яблонова допомога трьома автами, з боку Космача підійшло коло 70 більшовиків. Побачивши, що сотні грозить оточення, сотенний дав наказ відступити. В бою більшовики стратили понад 100 людей вбитими, дуже багато поранених, 6 вантажних авт та один лімузин. Між убитими більшовиками був майор і ще сім старшин. Їх забрали і поховали в Коломиї.
У кінці травня 1945 р. в с. Березові Верхньому повстанці організували засідку на крутому повороті біля р. Лунги на дорозі Яблунів – Березів Верхній. Але проти 20 повстанців виявилось 100 червоноармійців, які змусили українських вояків відійти.
У вересні 1945 р. упівці організували напад на Жаб'є. Підрозділи УПА здійснили одночасний напад на райвідділ НКВС, в’язницю і прикордонну заставу. Ця військова акція «мала на меті не тільки завдати ворогові матеріальні і людські втрати, а й мала пропаґандивну мету – показати місцевому населенню і органам радянської влади, що бандерівці не думають складати зброї». Відзначмо, що військова операція була підготовлена
завдяки розвідданим і була добре спланована (розпочалася одночасно в трьох місцях за сигналом ракети).
Восени 1945-го —тригодинний бій за Вижній Березів, де зазнав поразки загін так званої «чорної рубахи» — відбірних вояків внутрішніх військ НКВС. У бої за «бандерівську столицю» село Космач (1945–1946), повстанцям допомагали мешканці навколишніх сіл.
Березівська сотня УПА мала походи на Поділля та Буковину, знищуючи більшовицькі залоги, — слава про неї линула по всіх Карпатах. Це була одна з найбоєздатніших військових частин УПА. Чисельний її склад у 1944 — 180 стрільців, 1945 — до 250, 1947 — до 80.

## У кіно
2008 року режисер Сергій Цимбал зняв документальний фільм «Бандерівська столиця», у якій Березівська сотня Мирослава Симчича (Кривоноса), що входила до складу Карпатського куреню, стала головним героєм фільму.